# ラシャ・ブコヴィッチ
ラシャ・ブコヴィッチ（Rasha Bukvic、1979年11月20日- ）は、セルビア、フランスの俳優。

## 略歴
セルビア・ソンボルで生まれる。2007年の第32回セザールセレモニーで最優秀男性新人賞を受賞した。

## 作品
- 『ダイ・ハード/ラスト・デイ』（2013年）[3]。
- 『トランスポーター イグニション』（2015年）
- 『ベサ』（2018年）